# Bob Ezrin
Robert "Bob" Ezrin, född 1949 i Toronto, är en kanadensisk musiker och musikproducent. Han har producerat skivor för artister som Alice Cooper, Kiss, Pink Floyd, Deep Purple och Kula Shaker.

## Musikkarriär
Ezrins producentkarriär började 1971 då han producerade Alice Coopers tredje album, som de slog igenom med i USA, Love It to Death. Samarbetet med Cooper skulle bli långt och nästan alla av Coopers kommersiellt bästa skivor är producerade av Ezrin, bland annat det svenska genombrottet School's Out, storsäljaren Billion Dollar Babies och den första soloskivan Welcome to My Nightmare. 
1973 samarbetade han med Lou Reed och producerade den klassiska skivan Berlin. 1976 kom Kiss storskiva Destroyer och följande år Peter Gabriels första soloskiva efter Genesis. 1979 producerade Ezrin sin kanske mest kända skiva, Pink Floyds The Wall, där han lånade sin egen idé med barnkör som han hade använt på School's Out med Alice Cooper.  
På 1980-talet fortsatte hans samarbete med Kiss. Han arbetade också med David Gilmour, Kansas, Trevor Rabin, Hanoi Rocks, Pink Floyd och Rod Stewart. På 1990- och 2000-talet blev det arbete med bland annat The Jayhawks, Julian Lennon, Kula Shaker, Alice Cooper, Jane's Addiction, The Darkness och Nine Inch Nails.

## Övrig verksamhet
Ezrin är känd för ett häftigt temperament och brukar kallas musikindustrins Francis Ford Coppola. Under åttiotalet var han en pionjär inom den datorbaserade produktionen och editeringen av skivor. Han grundade 1993 företaget 7th Level som producerar undervisnings- och nöjesmjukvara, bland annat en mycket populär cd-rom med Monty Python-spel. 
1999 var han med och etablerade Enigma Digital, en webbradiokanal som senare såldes till Clear Channel, då Ezrin blev vice ordförande för Clear Channel Interactive. Han är medlem av ett antal musikerföreningar och produktionsbolag och grundade 2005 välgörenhetsorganisationen Music Rising tillsammans med The Edge från U2. År 2006 blev Ezrin invald i Canadian Music Hall of Fame.
Bob Ezrin har sex barn och flyttade 2006 tillbaka till Toronto med sin hustru efter 20 år i USA.